# خانم و آقای آیر
خانم و آقای آیر (به هندی: Mr. and Mrs. Iyer) فیلمی محصول سال ۲۰۰۲ و به کارگردانی آپارنا سن است. در این فیلم بازیگرانی همچون راهول بس، کونکونا سن شارما، بیشام ساهنی، سورکها سیکری، سونیل موکرجی، انجان دات ایفای نقش کرده‌اند.